# Aunde
Die AUNDE Group SE mit Hauptsitz in Mönchengladbach mit den Marken AUNDE, Isringhausen und Fehrer ist ein Automobilzulieferern der Garne, Technische Textilien, Sitzbezüge, Technische Federn, komplette Sitze, Schaumformteile, Interieur und Composite Components produziert.

## Geschichte
Das Unternehmen Aunde Achter & Ebels GmbH wurde mit 12 Webstühlen 1899 in Mönchengladbach gegründet. Seit 1920 wurden auch Polsterstoffe für die Automobilindustrie entwickelt und produziert. In den 1980er Jahren begann mit dem Aufbau des Werkes in Barcelona die Internationalisierung und die schrittweise Umwandlung vom Textilhersteller zum Automobilzulieferer. 1986 wurde der Sitzhersteller Esteban, 1991 der Sitz- und Federnhersteller Isringhausen übernommen. Im August 2014 erfolgte die Übernahme des Automobilzulieferers Fehrer. Am 1. Januar 2018 wurde die Aunde Group SE gegründet. Diese vereint die drei Kernmarken Aunde, Isri und Fehrer.

## Unternehmen
Die Aunde Group SE umfasst mehr als 116 Werke in 28 Ländern. Entwickelt und produziert werden Garne, technische Textilien, Sitzbezüge aus Textil und Leder, technische Federn, komplette Sitze, Schaumformteile, Interieur und Composite Components für die führenden Automobilhersteller der Welt. Das Unternehmen wird von den beiden geschäftsführenden Direktoren Peter Bolten und Christian Prause geführt.

## Produkte
Aunde:
- Garne aus Polyester
- Textile Fläche
- Oberflächengestaltung, z. B. Türverkleidungen
- Sitzbezüge aus Textil, Vinyl und Leder
- Technische Textilien für die Luft- und Raumfahrtindustrie, z. B. Sitze und Vorhänge

Isri:
- innovative Sitzsysteme
- technische Federn

Fehrer:
- Sitzpolster
- Interieur Module
- Composite Components